# 스위스 프랑
프랑(franc)은 스위스와 리히텐슈타인의 통화 이름이다. 보조 통화는 언어에 따라 다르게 부르는데, 독일어로는 라펜(Rappen), 프랑스어로는 상팀(centime), 이탈리아어로는 센테시모(centesimo), 로만슈어로는 rap이라 부른다. 100 라펜은 1 프랑에 해당한다. 한국 원화와의 환율은 2025년 3월 29일 기준 1 프랑에 1,667원이다.

## 역사

### 헬베티아 공화국 이전

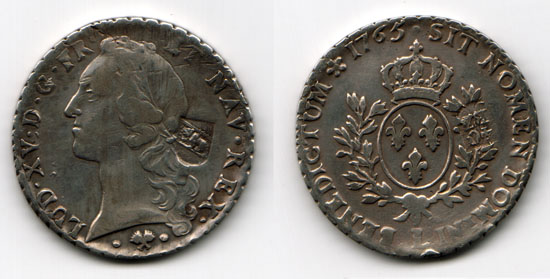
French ecu stamped "40 BZ" (batzen) in Bern became 4 franken under the Helvetic Republic

1798년 이전, 25개의 주와 반주(半州), 16개의 도시, 수도원을 포함하여 약 75개의 독립체가 스위스에서 동전을 만들고 있었고, 그 결과 약 860개의 다른 동전이 유통되었으며, 가치, 액면, 화폐 체계가 달랐다. 그러나, 이들 통화의 대부분 기원은 프랑스 리브르 투르누아(프랑스 프랑의 전신) 또는 17세기 남독일 굴덴으로 거슬러 올라간다. 새로운 스위스 통화는 18세기에 스위스의 주가 프랑스와 독일에서 발생한 가치 절하의 속도를 따르지 않은 이후에 등장했다. 그러나, 이들은 대부분 지역화폐일 뿐 한 주에서는 통용되지만 다른 주에서는 통용되지 않기 때문에 작은 변화 속에서만 존재하며 프랑스 프랑이나 크로넨탈러 등 외국 동전은 스위스 전역에서 통화로 인식되고 있었다.

## 동전
첫 스위스 동전은 1850년 발행되었다. 현재 1, 2, 5, 10, 20라펜과 ½, 1, 2, 5 프랑짜리 화폐가 있으나, 5프랑 미만의 동전은 2007년부터 유통되지 않고 회수되고 있다.

## 지폐
지폐로는 10, 20, 50, 100, 200, 1000 프랑짜리가 발행되고 있다. 스위스 지폐들은 대한민국 원과 같이 단위에 비례해 길어진다. 스위스 프랑 지폐들의 도안은 다른 대부분의 나라들과는 달리 모두 세로로 그려져 있는데, 한국은행이 제작을 발표한 대한민국 고액권은 이 세로 디자인을 본받은 것이다. 그리고 스위스에서 발행되고 있는 1000프랑은 한화 약 120만원 상당의 세계에서 가장 비싼지폐에 속하고 있다.

## 위조방지장치
스위스 프랑은 세계1위로 위조방지장치를 가장 많이 갖고 있다.일반인에게 알려져 있는 장치는 18개이다.
다음과 같은 위조방지장치가 있다.
- 은화
- 홀로그램(액면 숫자 크기가 커졌다 작아졌다의 형태로 나타남)
- 돌출문자(프랑스어, 이탈리아어, 독일어, 로만체어로 액면가 금액 및 스위스은행 표기)
- 앞뒤판 맞춤
- 미세문자
- 은선
- 광간섭무늬

## 액면가 숫자 표기 규정
각 지폐마다 액면가 숫자 표기는 8가지 유형으로 되어 있으며 액면숫자 옆에는 A에서 H까지 표기되어 있다. 모두 위조방지를 위해 특수인쇄하였다.
- A - 매직 넘버(광 가변 잉크와 비슷함)
- B - 돌출 은화
- C - 돌출 문자
- D - 미세 구멍
- E - OVI(광 가변 잉크 인쇄)
- F - 일반적인 상태에서 육안으로는 볼 수 없으나 자외선을 투시하면 형광 노란색으로 액면 숫자가 나타남
- G - 은색 SNB, BNS의 미세문자가 사선으로 나타나며 이렇게 반복되는 문구로 액면 숫자를 표기함
- H - 요판 잠상

## 법적 보호 규정 안내 문구
지폐에는 다음과 같은 법적 보호 안내 문구가 적혀있다.
- 프랑스어: Les billets de banque sont protégés par le droit pénal.
- 독일어: Banknoten sind strafrechtlich geschützt.
- 이탈리아어: Le banconote sono protette dal diritto penale.
- 로만체어: Las bancnotas èn protegidas dal dretg penal.
  - 한국어 번역: 은행권은 형법에 의해 보호를 받습니다.

## 환율
- 실시간 스위스 환율

## 준비 통화로서의 스위스 프랑
| v • d • e • h          | 2018                  | 2017   | 2016   | 2015   | 2014   | 2013   | 2012   | 2011   | 2010   | 2009   | 2008   | 2007   | 2006   | 2005   | 2004   | 2003   | 2002   | 2001   | 2000   | 1999   | 1998   | 1997   | 1996   | 1995   |
| 미국 달러              | 61.69%                | 62.72% | 65.36% | 65.74% | 65.17% | 61.27% | 61.50% | 62.69% | 62.24% | 62.15% | 63.77% | 63.87% | 65.04% | 66.51% | 65.51% | 65.45% | 66.50% | 71.51% | 71.13% | 71.01% | 69.28% | 65.10% | 61.98% | 58.96% |
| 유로(1998년까지는 ECU) | 20.69%                | 20.16% | 19.14% | 19.15% | 21.21% | 24.21% | 24.06% | 24.44% | 25.76% | 27.70% | 26.21% | 26.14% | 24.99% | 23.89% | 24.68% | 25.03% | 23.65% | 19.18% | 18.29% | 17.90% | 1.30%  | 6.07%  | 7.08%  | 8.53%  |
| 독일 마르크            |                       |        |        |        |        |        |        |        |        |        |        |        |        |        |        |        |        |        |        |        | 13.79% | 14.48% | 14.67% | 15.75% |
| 프랑스 프랑            |                       |        |        |        |        |        |        |        |        |        |        |        |        |        |        |        |        |        |        |        | 1.62%  | 1.44%  | 1.85%  | 2.35%  |
| 네덜란드 휠던          |                       |        |        |        |        |        |        |        |        |        |        |        |        |        |        |        |        |        |        |        | 0.27%  | 0.35%  | 0.24%  | 0.32%  |
| 일본 엔                | 5.20%                 | 4.90%  | 3.96%  | 3.75%  | 3.55%  | 3.82%  | 4.09%  | 3.61%  | 3.66%  | 2.90%  | 3.47%  | 3.18%  | 3.46%  | 3.96%  | 4.28%  | 4.42%  | 4.94%  | 5.04%  | 6.06%  | 6.37%  | 6.24%  | 5.77%  | 6.71%  | 6.77%  |
| 영국 파운드 스털링     | 4.43%                 | 4.53%  | 4.34%  | 4.72%  | 3.70%  | 3.99%  | 4.04%  | 3.84%  | 3.94%  | 4.25%  | 4.22%  | 4.82%  | 4.52%  | 3.75%  | 3.49%  | 2.86%  | 2.92%  | 2.70%  | 2.75%  | 2.89%  | 2.66%  | 2.58%  | 2.68%  | 2.11%  |
| 중국 런민비            | 1.89%                 | 1.23%  | 1.07%  |        |        |        |        |        |        |        |        |        |        |        |        |        |        |        |        |        |        |        |        |        |
| 캐나다 달러            | 1.84%                 | 2.03%  | 1.94%  | 1.78%  | 1.75%  | 1.83%  | 1.43%  |        |        |        |        |        |        |        |        |        |        |        |        |        |        |        |        |        |
| 오스트레일리아 달러    | 1.62%                 | 1.80%  | 1.69%  | 1.77%  | 1.60%  | 1.82%  | 1.46%  |        |        |        |        |        |        |        |        |        |        |        |        |        |        |        |        |        |
| 스위스 프랑            | 0.15%                 | 0.18%  | 0.17%  | 0.27%  | 0.24%  | 0.27%  | 0.21%  | 0.08%  | 0.13%  | 0.12%  | 0.14%  | 0.16%  | 0.17%  | 0.15%  | 0.17%  | 0.23%  | 0.41%  | 0.25%  | 0.27%  | 0.23%  | 0.33%  | 0.35%  | 0.24%  | 0.32%  |
| 기타                   | 2.48%                 | 2.44%  | 2.34%  | 2.83%  | 2.79%  | 2.80%  | 3.21%  | 5.33%  | 4.27%  | 2.88%  | 2.20%  | 1.83%  | 1.81%  | 1.74%  | 1.87%  | 2.01%  | 1.58%  | 1.31%  | 1.49%  | 1.60%  | 4.50%  | 3.86%  | 4.48%  | 4.87%  |
|                        | 출처: 국제 통화 기금: |        |        |        |        |        |        |        |        |        |        |        |        |        |        |        |        |        |        |        |        |        |        |        |

## 내용주
1. ↑  Swiss franc is the official currency and Euro is widely accepted.
2. ↑  Swiss franc is widely accepted, although Euro is officially used.

## 같이 보기
- 스위스 은행
- 스위스의 경제
- 금본위제